# Villiers-le-Mahieu
Villiers-le-Mahieu là một xã của Pháp, nằm ở tỉnh Yvelines trong vùng Île-de-France.
Người dân ở đây trong tiếng Pháp gọi là Mahieutins.
Đây là một xã nông nghiệp (90% dân số) và có một số khu vực rừng. Các xã giáp ranh gồm: Thoiry về phía đông bắc, Autouillet về phía đông nam, Garancières về phía nam, Flexanville về phía tây và Goupillières về phía bắc.